# الحامة (ولاية سطيف)
الحامة (بالإنجليزية: Al Hamma) هي مدينة وبلدية جزائرية تقع شمال شرق الجمهورية الجزائرية الديمقراطية الشعبية بـ دائرة صالح باي، التابعة إداريا وإقليميا ولاية سطيف الجزائرية، تقع على بعد 79 كم جنوب مدينة سطيف، يمر بها الطريق الولائي رقم 9، يمارس سكانها الزراعة، تربية الماشية والدواجن، والصناعة والحرف التقليدية، كما ستشهد في المستقبل القريب مشروع منطقة صناعية سيوفر الكثير من مناصب الشغل..

## حقائق سريعة
- الحامة بلدية جزائرية تابعة إقليمياً وإدارياً إلى دائرة صالح باي التابعة إلى ولاية سطيف الجزائرية.
- تقع البلدية شمال شرق الجزائر جنوب مدينة سطيف الجزائرية في الجهة الشرقية من إقليم الهضاب العليا، وفي الإقليم الشمال الشرقي الجزائري.
- تقع البلدية على دائرة عرض : 35.7528302 وخط طول : 5.3304708، في الموقع الفلكي 35° 40′ 50″ شمالاً, 5° 22′ 22″ شرقاً.
- يمر بـ البلدية الطريق الولائي رقم 9.
- يوجد بـ البلدية شبكة من الطرق البلدية والتي تربط جميع الأماكن الحضرية، والتجمعات السكانية بـ البلدية ببعضها البعض.
- يبعد مركز ولاية سطيف مدينة سطيف عن بلدية بوطالب بـ 79 كلم، والذي يقع على الشمال منها.

## نبذة عن المنطقة
الحامة من البلديات السائرة في طريق النمو ولاية سطيف، انبثقت عن التقسيم الإداري 1985. تقع في أقصى جنوب الولاية، على الحدود مع ولاية باتنة، يبلغ عدد سكانها حوالي 15000 نسمة، تمتد على مساحة معتبرة، يحدها شمالا بلدية عين أزال وبلدية صالح باي وبلدية الرصفة, ويحدها من الشرق بلدية القصبات (ولاية باتنة) ومن الجنوب بلدية الجزار (ولاية باتنة), أما غربا فتحدها جارتها بلدية بوطالب.

## أصل التسمية
الحامة اسم لبلدية مقرها -عداوة- ويطلق عليها الحامة بوطالب تمييزا عن المناطق الأخرى التي تحمل التسمية نفسها كحامة بوزيان بقسنطينة والحامة بخنشلة... اختلفت الروايات حول أصل تسمية الحامـة، فمنهم من يقول أنها جاءت نسبـة إلى الحمايـة لأنها منطقة تحيط بها الجبال فكانت توفر الحماية للأهالي من أي اعتداء أجنبي، ورأي أخـر يقـول أصلها من كلمـة (حاميـة) الساخنة لوجود منابع مائية ساخنة بها. (الحمام).

## تاريخ
بلدية الحامة عريقة في تاريخها فهي منطقة مأهولة بالسكان منذ القدم كما تدل على ذلك الآثار المكتشفة في المنطقـة (باجـرو والزرقة والطباقـة) حيث تتواجـد بعض الآثار الرومانية وفي عام 2009 تم اكتشاف هياكـل عظيمة بمنطقة عداوة تعـود إلى القرن الرابع ميلادي وقد شاركت المنطقة في ثورة المقراني 1871 حيث أمدتها بـ:11 فارسا كما يذكر ذلك الدكتور يحيى بوعزيز في أحد كتبه وتعرضت قرية الحامة للحرق من طرف الاستعمار الفرنسي كعقاب لها على هذه المشاركة وبحكم موقعها الاستراتيجي فقد حط الاستعمار الفرنسي بها رحاله وأسس عديد المراكز العسكرية منها المركز العسكري بالحامة الذي كان مدرسة ابتدائية منذ 1902 ثم تحول إلى مركـز عسكـري بدايـة من عام 1957 وهو يتربع على مساحة 2000 م2 دعم بأبراج مراقبة وبه حوالي 500 جندي أما بلدية الحامة كهيئة محلية فقد انبثقت عن التقسيم الإداري لسنة 1984 وانتخب أول رئيس مجلس شعبي بلدي لها عام 1985.

## الموقع الجغرافي والمناخ
تقع بلدية الحامة أقصى جنوب ولاية سطيف على بعد حوالي 80كلم من مقـر الولاية يحدها من الشمال الشرقـي بلدية عين أزال ومن الشمال بلدية الرصفة والجنوب بلدية الجزار (ولاية باتنة) والشرق بلدية القصبات (ولاية باتنة) ومن الغرب بلدية بوطالب.
تتربع على مساحة تقدر بحوالي 99.12 كلم2.يعيش بها حوالي 15000 نسمة بكثافة سكانية تقدر بحوالي 131.22 ن/كلم2 وتعرف بمناخها البارد الممطر شتاء والحار جاف صيفا (مناخ قاري) وتزخر بثروة غابية كبيرة خاصة بالجهة الشمالية.
حسب الروايـات والعـادات والتقاليد المنتشرة بالمنطقـة فان سكان الحامـة يختلفون في نسبهم فمنهم الأمازيغ ومنهم عرب الأثبج بنو هلال و العـرب الذين يعتقد أنهـم مـن المرابطين نظـرا لاهتمامهـم بتأسيس الزوايا.
يغلب على بلدية الحامة طابع جبلي حيث تحيط بها الجبال من الجهة الشمالية والغربية، وتتكون البلدية من من ستة قرى هي:
1- قرية الحمام: وتقع في الجهة الشمالية للبلدية وتتميز بطابعها الجبلي كما يوجد بها محطة معدنية (حمام معدني) كما تتميز أيضا بمناظرها الطبيعية الخلابة، ومعظم سكانها يعتمدون في حياتهم على الفلاحة وتربية المواش، ويوجد بالقرية مدرسة ابتدائية ومسجد يدرس به القرآن الكريم.
وقد تم مؤخرا شق طريق جبلي بالمنطقة على امتداد 18 كلم، ويربط هذا الطريق بين قرية الحمام وبلدية الرصفة التابعة لدائرة صالح باي، ويتميز بمناظر أقل ما يقال عنها أنها فاتنة، بالإضافة إلى وجود عدد من المنابع الطبيعية ولعل أشهرها هو منبع عين عنب والذي يسجل كل صيف عددا غير مسبوق من الزوار من كل المناطق المجاورة وحتى البعيدة.
ومن محاسن هذا الطريق أيضا هو تقليص المسافة بين البلدية وعاصمة الولاية.
للعلم فإن هذه المنطقة لو وجدت يد العون لكامت من أحسن البلديات في الجزائر ككل، لاحتوائها على حمام معدني طبيعي، لكنه يعاني إهمالا كبيرا، وربما نفتح هذه الصفحة ككل مرة لنناشد الذين وليناهم أمورنا بأن يلتفتوا إلى هذه المنطقة التي عانت كثيرا من ويلات الأرهاب.
2- قرية الحامة : وهي قرية من قرى بلدية الحامة تقع في شمال البلدية تتميز بطابعها الجبلي، وتتميز بمناظرها الطبيعية الخلابة وتحيط بها الجبال من كل الجهات، توجد بها أربعة مساجد ومدارس قرانية مدرسة ابتدائية ومتوسطة.
3- قرية عداوة : وهي مركز البلدية، يوجد بها مقر البلدية ومكتب البريد والمواصلات، مقر الدرك الوطني، مكتب الصندوق الوطني للضمان الاجتماعي، كما توجد بها ثانوية ومتوسطة وثلاث ابتدائيات كما يوجد بها أربعة مساجد، يعتمد سكانها في مواردهم بالدرجة الأولى على التجارة.
4- قرية باجرو: وتقع شرق البلدية وهي قرية صغيرة ذات طابع جبلي يوجد بها ابتدائية ومسجد، يعتمد سكانها في مداخيلهم على الزراعة وترية الدواجن وتربية النحل.
5- قرية بوهلال: تقع غرب البلدية يعتمد سكانها عموما على التجارة يوجد بها ابتدائتين ومسجد به مدرسة قرآنية.
6- قرية أم العظام : وهي قرية توجد جنوب البلدية، يعتمد سكانها على التجارة والرعي بها مستوصف وابتدائية ومسجد.

## جغرافيا
توجد بلدية الحامة شمال شرق البلاد (الجزائر)، ضمن الإقليم الشمالي الشرقي الجزائري، وفي إقليم الهضاب العليا، في الجهة الشرقية من الإقليم، وبالضبط في عاصمة الهضاب العليا (ولاية سطيف)، في الجهة الجنوبية من الولاية، جنوب بلدية سطيف، على دائرة عرض : 35.7164545 وخط طول : 5.3584041

## المناخ
- مناخ الحامة (ولاية سطيف) متوسطي (أقاليم مناخية: Csa)

* الطقس : الحامة (ولاية سطيف)

## وصلات خارجية
- موقع ولاية سطيف
- مدونة التربية والتعليم (موقع مديرية التربية لولاية سطيف)
- مديرية التجارة لولاية سطيف
- إذاعة سطيف (البث الحي)
- الموقع الرسمي لمديرية التخطيط والتهيئة العمرانية لولاية سطيف
- La Compagnie genevoise des colonies suisses de Sétif الشركة الجنيفية للمستعمرات السويسرية
- سطيف انفو - عربي، فرنسي
- السطايفي - سطيف الجزائر - فرنسي
- سطيف نت - عربي، فرنسي، أمازيغي
- سطيف - فرنسي